# Musculus arytenoideus

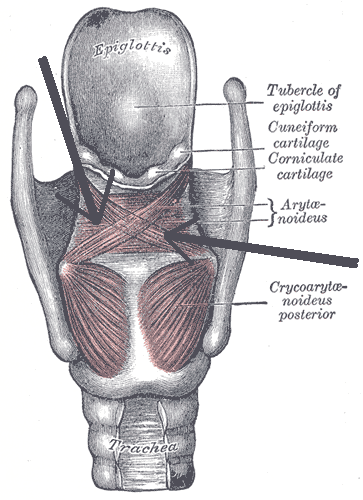
A gége (a nyílak mutatják az izmokat)

A musculus arytenoideus egy apró izom az ember gégéjénél.

## Eredés, tapadás, elhelyezkedés
Ez az izom két részből áll. Egy ferde és egy haránt részből.
- A ferde izom keresztezi egymást és egy X-et alkot.
- A haránt izom a ferde alatt található és haránt irányban fut.

A kannaporcról (cartilagines arytenoidea) erednek és ugyanitt tapadnak.

## Beidegzés
A nervus vagus nervus laryngealis recurrens ága idegzi be.

## Külső hivatkozások
- Fül-orr-gége